# Left Hand Path
Left Hand Path (рус. Путь левой руки) — дебютный студийный альбом шведской дэт-металлической группы Entombed, был выпущен в 1990 году на лейбле Earache Records.

## Об альбоме
Диск положил начало подстилю дэт-метала, известному как «шведский дэт-метал».
По словам рецензента AllMusic, Entombed скрестили экстремальное звучание британских грайндкор-групп (Napalm Death, Carcass) и усложнённую структуру песен, характерную для американского дэт-метала (Death, Morbid Angel, Obituary).

## Список композиций
| №   | Название               | Длительность |
| --- | ---------------------- | ------------ |
| 1.  | «Left Hand Path»       | 6:41         |
| 2.  | «Drowned»              | 4:04         |
| 3.  | «Revel in Flesh»       | 3:45         |
| 4.  | «When Life Has Ceased» | 4:13         |
| 5.  | «Supposed to Rot»      | 2:06         |
| 6.  | «But Life Goes On»     | 3:02         |
| 7.  | «Bitter Loss»          | 4:25         |
| 8.  | «Morbid Devourment»    | 5:27         |
| 9.  | «Abnormally Deceased»  | 3:01         |
| 10. | «The Truth Beyond»     | 3:28         |

| №   | Название            | Длительность |
| --- | ------------------- | ------------ |
| 11. | «Carnal Leftovers»  | 3:00         |
| 12. | «Premature Autopsy» | 4:26         |

## Участники записи
- Ларс-Йёран Петров — вокал
- Уффе Седерлунд — гитара, бас-гитара
- Алекс Хеллид — гитара
- Нике Андерссон — ударные
- Продюсер — Томас Скогсберг